# 電子対
化学において、電子対（でんしつい、electron pair）またはルイス対（ルイスつい、Lewis pair）は、同じ分子軌道を占めるが反対のスピンを持つ2つの電子から構成される。ギルバート・ルイスが1916年に発表した画期的な論文で、電子対と共有結合の両方の概念を導入した。

二原子分子の共有結合（左）と極性共有結合（右）を示す分子軌道ダイアグラム。どちらの場合においても、電子対の形成により結合が作られる。

電子はフェルミ粒子であるため、パウリの排他原理によりこれらの粒子は同じ量子数を持つことができない。そのため、2つの電子が同じ軌道を占め、それにより同じ軌道量子数を持つには、異なるスピン量子数を持つ必要がある。これにより、同じ軌道内の電子も2つに限られる。
電子対は化学において大きな役割をする。これらは、2つの原子間に化学結合を形成することも、価電子の孤立電子対として生じることもある。これらは原子のコアレベルも満たす。
スピンは対になっているため、電子の磁気モーメントは互いに打ち消しあい、磁気特性に対するこの対の寄与は、一般的に反磁性になる。
化学では電子が対になる強い傾向が観測されるが、電子が不対電子として生じることもある。
超伝導では、電子対形成の非常に特殊なケース、つまりクーパー対が形成される。結晶構造に銅陰イオンが含まれている従来とは異なる超伝導体では、電子対は反強磁性スピン変動によるものである。